# Стратификация атмосферы

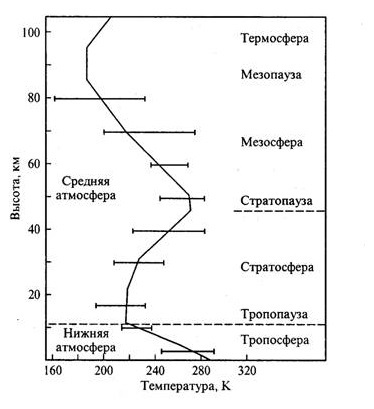
Распределение температуры в разных слоях атмосферы.

Стратификация атмосферы (от лат. stratum – сфера, слой, настил  и лат. facio — делать) — распределение температуры  в разных слоях атмосферы по высоте. Стратификация атмосферы может быть устойчивой, неустойчивой и безразличной по отношению к сухому (или влажному ненасыщенному) и насыщенному воздуху. При устойчивой стратификации атмосферы вертикальный градиент температуры меньше адиабатического (сухо- или влажно адиабатического, смотря по условиям влажности), при неустойчивой — больше адиабатического, при безразличной — равен адиабатическому. Неустойчивая стратификация атмосферы поддерживает вертикальные движения в атмосфере и является условием развития конвекции. Устойчивая стратификация атмосферы препятствует вертикальным движения и связанному с ними развитию облаков.